# 巴塔哥尼亞威爾斯語
巴塔哥尼亞威爾斯語是威爾斯語在阿根廷巴塔哥尼亞的變體，使用者多數都是威爾斯裔阿根廷人，特別在阿根廷的威爾斯人定居點，如丘布特省。

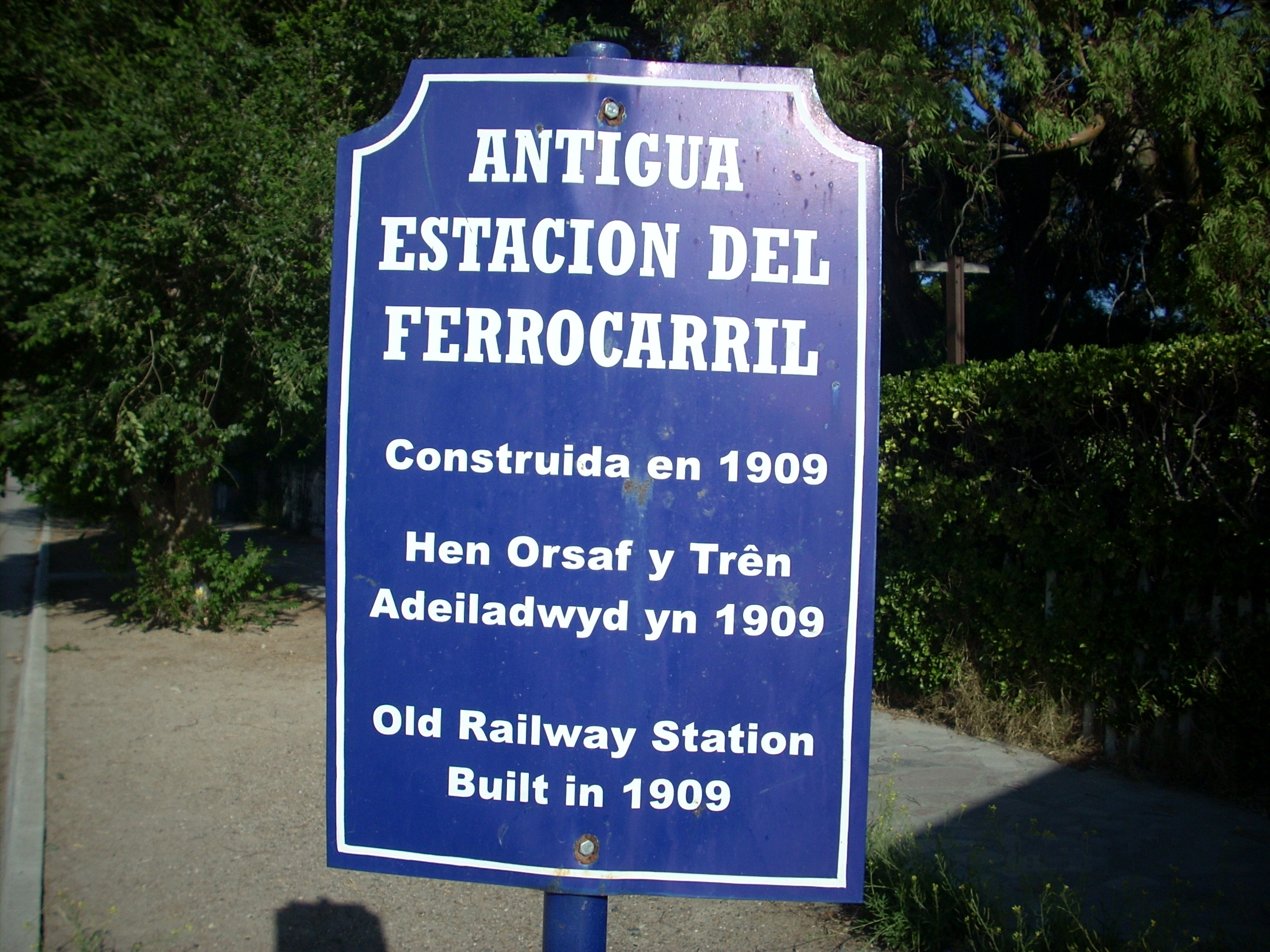
印有西班牙文、威爾斯文和英文的多語路牌

## 歷史
威爾斯人首次抵達巴塔哥尼亞是在1865年。他們遷移到當地是因為威爾斯語當時在威爾斯受到英國政府的打壓，並遷移到巴塔哥尼亞保護威爾斯文化和語言。 
多年來，威爾斯語的使用人數開始減少，不少威爾斯人已改說西班牙語，以便融入阿根廷社會。 1965年，當地威爾斯人慶祝威爾斯人殖民巴塔哥尼亞一百年慶典後，便受到威爾斯媒體的關注，此後來自威爾斯遊客的數量就開始增加。
1945年和1946年間，英國廣播公司國際頻道曾在巴塔哥尼亞開辦威爾斯語廣播電台。

## 教育

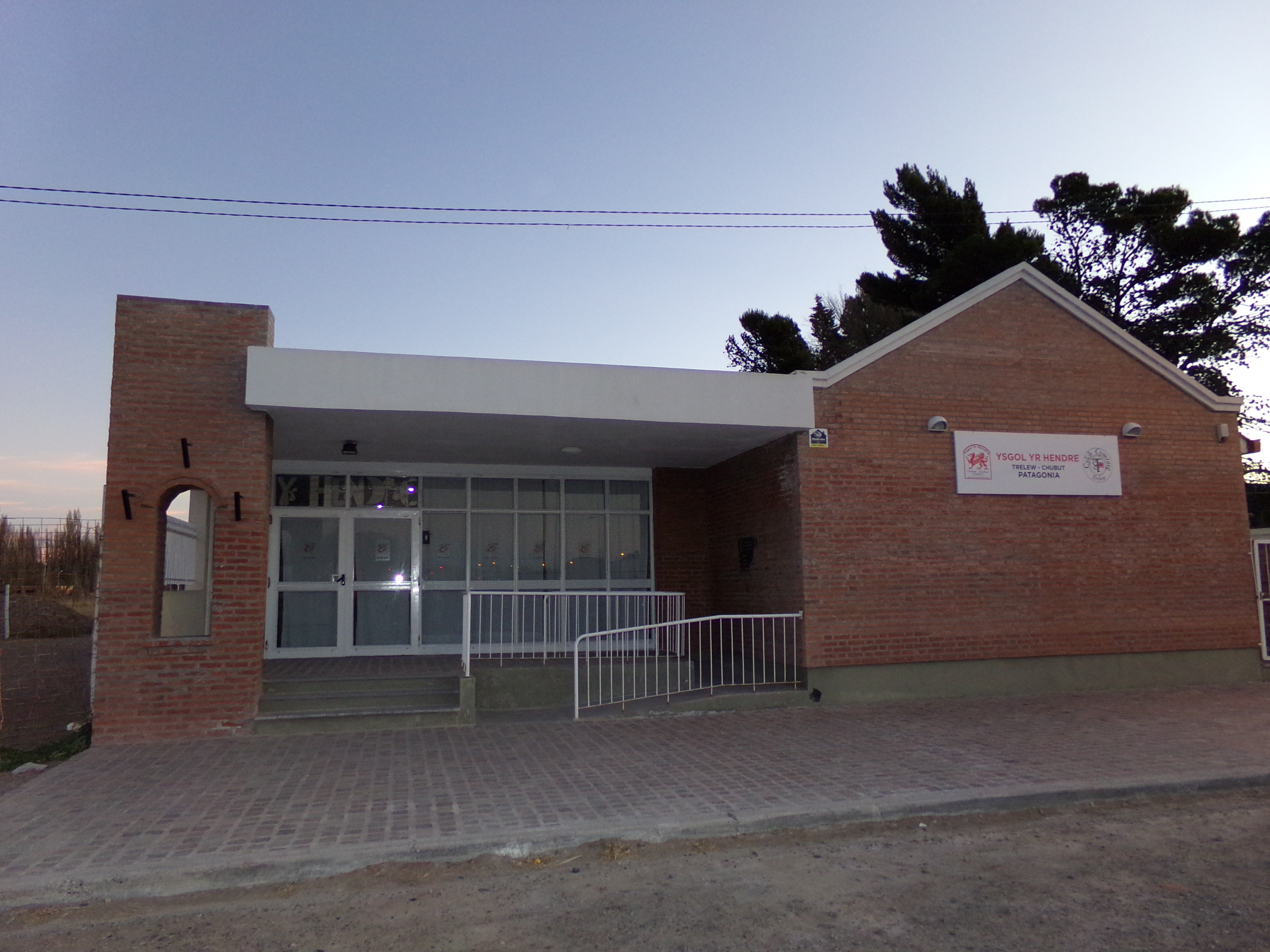
特雷利烏一所威爾斯語學校

現時有不少會教師被派去當地教授威爾斯語，並以威爾斯語培訓當地人，威爾斯語甚至在那些非威爾斯裔人中有一定的威望。威爾斯語的教育和項目主要由威爾斯政府，英國文化協會，卡迪夫大學和威爾斯-阿根廷協會贊助。 2005年，該地區共有62門威爾士語課程，而威爾士語則在蓋曼的兩所小學和兩所大學。還有一所位於特雷利烏的威爾斯語-西班牙語雙語學校。截至2016年，巴塔哥尼亞現時有三所威爾斯語-西班牙語雙語學校。

## 外部連結
1. ↑  . WalesOnline.   [6 May 2017]. （原始内容存档于2018-12-26）.
2. ↑  wales.com. .   [6 May 2017]. （原始内容存档于2018-12-26）.
3. ↑  Hammarström, Harald; Forkel, Robert; Haspelmath, Martin; Bank, Sebastian (编). . . Jena: Max Planck Institute for the Science of Human History. 2016.
4. ↑  . BBC News. 16 October 2014  [16 October 2014]. （原始内容存档于2020-11-08）.
5. ↑  . BBC News. 22 October 2015  [18 May 2017]. （原始内容存档于2020-06-01）.
6. ↑  . www.bbc.co.uk.   [7 November 2017]. （原始内容存档于2014-04-28）.
7. ↑  . www.bbc.co.uk.   [2018-03-09]. （原始内容存档于2015-03-11）.
8. ↑  Huw Edwards. . BBC One. 29 August 2016  [15 September 2016]. （原始内容存档于2016-10-15）. Television program by Huw Edwards on Patagonia and its Welsh community and culture.